# Mellom Disse 4 Vegger
Mellom Disse 4 Vegger –en español: Entre Estas 4 Paredes es el quinto álbum de estudio de la cantantautora noruega Marion Raven y el primero completamente escrito y grabado en su idioma natal, el noruego. Fue puesto a la venta el 11 de octubre de 2019 en todas las plataformas digitales, la versión en vinilo se espera llegue a las tiendas en noviembre, Raven confirmó que el álbum no será editado en formato CD esta vez. Ocho de las nueve canciones fueron escritas por Raven en colaboración con reconocidos artistas noruegos como Magnus Grønneberg y Janove Ottesen, quién compuso el tema "Fritt Fall" por separado, ofreciéndolo a Raven cuando comenzaron a trabajar juntos.

## Información
El álbum fue producido en su totalidad en los estudios Durango Recording, en Estocolmo, Suecia. Hasta el momento 3 sencillos han sido liberados para promocionar este álbum, el primero "Tyv" –en español: Ladrona fue liberado el 10 de mayo de 2018, Raven compartió un video de la versión acústica del sencillo, posteriormente en julio de 2019, el segundo sencillo fue liberado en iTunes bajo el nombre de "Fritt Fall" –en español: Caída Libre, este fue promocionado fuertemente en radio y se le hizo un video musical para darle apoyo, el 13 de octubre fue liberado el tercer sencillo del álbum, este lleva por título "Ikke Deg" –en español: No Tu, el video musical será estrenado en Youtube a la par que el sencillo y cuenta con la colaboración de Magnus Grønneberg.

## Canciones
| #  | Título                              | Autor(es)                                                                         | Duración |
| -- | ----------------------------------- | --------------------------------------------------------------------------------- | -------- |
| 1. | "4 Vegger"                          | Marion Ravn                                                                       | 3:20     |
| 2. | "Tyv"                               | Marion Ravn, Rune Westberg, Tom Roger Aadland                                     | 3:34     |
| 3. | "Fritt Fall"                        | Janove Ottesen                                                                    | 4:09     |
| 4. | "Svømmer"                           | Marion Ravn, Michelle Leonard, Laila Samuelsen, Betty Dittrich, Tom Roger Aadland | 3:24     |
| 5. | "Høsten Som Kommer"                 | Marion Ravn, Eirik Are Oanæs, Tom Roger Aadland                                   | 3:01     |
| 6. | "Ikke Deg" (With Magnus Grønneberg) | Marion Raven, Kyrre Fritzner, Maria Moe Grude, Tom Roger Aadland                  | 4:28     |
| 7. | "12-Trikken"                        | Marion Ravn, Tom Roger aadland                                                    | 3:41     |
| 8. | "Tidsfordriv"                       | Marion Ravn, Rune Westberg, Tom Roger Aadland                                     | 3:42     |
| 9. | "En Skygge Av Deg"                  | Marion Ravn, Tom Roger Aadland                                                    | 3:29     |

Un cuarto sencillo titulado "Englene På Grand" en Español 'Angeles en el Grand (Hotel) fue lanzado el 24 de Abril de 2020,la canción no está incluida en el álbum pero Raven confirmó a través de sus redes sociales que la canción definitivamente pertenece a la era de "Mellom Disse 4 Vegger", comentando que ésta simplemente no logró estar a tiempo para el álbum.

## Recepción
Los comentarios sobre el álbum son generalmente positivos principalmente por parte de los fanes en Noruega, elogiando a Raven por haber tomado el riesgo de escribir el álbum completamente en noruego, saliendo así de su zona de comfort al dejar las composiciones en inglés a un lado. El álbum entró inmediatamente al puesto #3 en los charts de iTunes en Noruega, posteriormente subiendo a la posición #1. Hogne Bø Pettersen del sitio musikknyheter.no, calificó el álbum con 8 de 10 estrellas, Øyvind Rønning del sitio Dagbladet.no le dio 4/6 puntos al álbum mientras que Marius ASP del sitio VG Lista lo calificó con 3/6.